# Nelson Camargo
Pour les articles homonymes, voir Camargo.
Camargo  Mendoza est un nom espagnol. Le premier nom de famille, en général paternel, est Camargo ; le second, en général maternel, souvent omis, est Mendoza.
Nelson Camargo, né le 6 janvier 1990 à Capacho Viejo, est un coureur cycliste vénézuélien. Bon grimpeur, il a remporté deux étapes du Tour du Táchira. Son grand frère Jonathan est également cycliste.

## Palmarès et résultats

### Palmarès par année
- 2012
  - 7e étape du Tour du Táchira
- 2015
  - 9e étape du Tour du Táchira
- 2016
  - 3e du Clásico Virgen de la Consolación de Táriba
- 2024
  - 3e du Tour du Táchira

### Classements mondiaux
| Année                                 | 2012 | 2013 | 2014 | 2015 | 2016 | 2017 | 2018 | 2019  | 2020 | 2021 | 2022 | 2023 | 2024  |
| ------------------------------------- | ---- | ---- | ---- | ---- | ---- | ---- | ---- | ----- | ---- | ---- | ---- | ---- | ----- |
| Classement mondial                    |      |      |      |      | nc   | nc   | nc   | 2856e | nc   | nc   | nc   | nc   | 1547e |
| UCI America Tour                      | 269e | nc   | nc   | 149e | nc   | nc   | nc   | 473e  | nc   | nc   | nc   | nc   | nc    |
|                                       |      |      |      |      |      |      |      |       |      |      |      |      |       |
| Légende : nc = non classéSource : UCI |      |      |      |      |      |      |      |       |      |      |      |      |       |